# Syntrophie
La syntrophie (ou synthrophie) provient du grec ancien σύν, sún (« avec ») et τροφικός, trophikós (« nourrissant »). Ce terme qualifie une relation symbiotique obligatoire entre deux espèces où l'une se nourrit des produits de l'autre. Dans cette association, le développement d'un des deux partenaires est amélioré et dépend des nutriments, des facteurs de croissance ou du substrat fournis par l'autre partenaire. Jan Dolfing décrit la syntrophie comme étant « l'interdépendance critique entre producteur et consommateur ». L'expression « interdépendance nutritionnelle » est souvent utilisée en microbiologie pour décrire cette relation symbiotique entre espèces bactériennes. Ce terme ne doit pas être confondu avec la synanthropie qui qualifie une relation durable non obligatoire entre des animaux non domestiques et l'humain.

## Une relation répandue
Beaucoup de relations symbiotique ont pour base la syntrophie. Elle peut être, selon les cas, qualifié de commensale, mutualiste ou parasitaire. 
En microbiologie, le terme « syntrophie » est très utilisé pour désigner une interaction métabolique entre partenaires microbiens dépendants, telle que la dégradation de composés organiques complexes dans des conditions anoxiques. Ce cas est particulier  car il décrit une situation nutritionnelle dans laquelle deux ou plusieurs organismes combinent leurs capacités métaboliques pour cataboliser un substrat qui ne peut pas être catabolisé seulement par l'un ou l'autre. Dans ce cas, leur relation est profondément mutualiste d'où l'utilisation de l'expression « métabolisme obligatoirement mutualiste » Methanobacillus omelianskii illustre ce propos. Il s'agit d'une co-culture de deux partenaires microbiens en association métabolique étroite. Le premier organisme transforme l’éthanol en acétate et hydrogène, tandis que le deuxième utilise l'hydrogène pour transformer le CO2 en CH4.
La flore microbienne, qu'elle soit humaine ou animale, est un exemple de syntrophie mutualiste où des bactéries, microchampignons, protistes et virus interviennent dans de nombreuses voies métaboliques fondamentales comme la fermentation des sucres et des protéines ainsi que le métabolisme des acides biliaires et des xénobiotiques. Ils permettent la maturation du système immunitaire de l’hôte et celle de son épithélium intestinal.
La Coprophagie peut également être qualifiée de syntrophie. De nombreuses espèces se nourrissent et dépendent des excréments d'autres espèces, à l'instar des Bousiers dont la larve se nourrit de la pelote d'excrément confectionnée par les adultes. Les bénéfices n'étant pas directement réciproques pour l'hôte sans pour autant être négatifs, ce comportement est donc commensal. Par contre, la consommation de déjections de la part d'un carnivore n'est pas syntrophique car elle n'est pas obligatoire.

## références
1. ↑  Jan Dolfing, 2014, Syntrophy in microbial fuel cells, The ISME Journal, volume 8, issue 1, pages 4–5, Doi
2. 1 2  Brandon E.L Morris, Ruth Henneberger, Harald Huber, Christine Moissl-Eichinger, 2013, Microbial syntrophy : interaction for the common good, FEMS Microbiol Revue, volume 37, issue 3, pages 384–406, Doi
3. ↑  C. Landman et E. Quévrain, 2015, Le microbiote intestinal : description, rôle et implication physiopathologique, La Revue de Médecine Interne